# زهرة دومانجي
زهرة دومانجي (بالفرنسية: Zahra Doumandji)‏ هي ممثلة وعالمة جزائرية، ولدت في 3 مايو 1991 في ولاية باتنة، الجزائر. بدأت على خشبة مسرح باتنة عام 2001. وشاركت في العديد من المهرجانات المسرحية وحصلت على 4 امتيازات. خطت خطواتها الأولى في عالم السينما عام 2012 في فيلم حراقة بلوز للمخرج موسى حداد. في عام 2019، حصلت على درجة الدكتوراه في علم الأحياء من جامعة لورين، وهي واحدة من الممثلين الرئيسيين في فيلم بابيشا لمونيا مدور، الذي تم اختياره في مهرجان كان السينمائي في فئة غير مؤكد. منذ سبتمبر 2019، تدربت زهرة في جراحة الأسنان في جامعة ستراسبورغ.

## روابط خارجية
- زهرة دومانجي على موقع IMDb (الإنجليزية)
- زهرة دومانجي على موقع قاعدة بيانات الفيلم (الإنجليزية)